# Roblinella gadensis
Roblinella gadensis är en snäckart som först beskrevs av Petterd 1879.  Roblinella gadensis ingår i släktet Roblinella och familjen Charopidae. Inga underarter finns listade i Catalogue of Life.